# Суперкубок Боснии и Герцеговины по футболу
Суперкубок Боснии и Герцеговины — соревнование, первоначально было задумано как ежегодное, но из-за низкого интереса клубов к турниру было проведено всего 5 розыгрышей (1997, 1998, 1999, 2000, 2001), но был реорганизован в 2024 году.

## Победители
| Год  | Победитель | Финалист     | Счет           | Примечание              |
| ---- | ---------- | ------------ | -------------- | ----------------------- |
| 1997 | Сараево    | Челик Зеница | 2-0(д), 1-3(г) | два матча               |
| 1998 | Железничар | Сараево      | 4-0            | один матч               |
| 1999 | Босна      | Сараево      | 2-2 (пен. 5-4) | один матч               |
| 2000 | Железничар | Бротнё       | 0-0(г), 3-1(д) | два матча               |
| 2001 | Железничар | -            | н/п            | Железничар сделал дубль |
| 2024 | Зриньски   | Борац Б-Л    | 1-0            | один матч               |